# 1960-те
1960-те години започват на 1 януари 1960 г. и свършват на 31 декември 1969 г.
Те са десетилетие на 20 век, изпълнено с едни от най-бурните събития и граждански протести в историята на човечеството. Хронологично погледнато, то покрива периода от началото на 1960 г. до края на 1969 г., но в политически и културен аспект в зависимост от страната се прилага малко по-свободна интерпретация. Така например в САЩ под „шестдесетте“ (произнасяно „шейсетте“) се разбира периода 1963 – 1971.
По време на 1960-те апартейдът в Африка е в разгара си и довежда до масовите убийства на невинни хора в Шарпвил. Революцията на Фидел Кастро е последвана от провала на операцията в Залива на свинете и от Карибската криза. В САЩ през 1961 година Джон Кенеди става президент, в Берлин е построена Берлинската стена, а движението за граждански права набира скорост. По-късно следват убийствата на Малкълм Екс, Мартин Лутър Кинг, Робърт Кенеди и Джон Кенеди. В Южна Африка Нелсън Мандела е в затвора и излежава доживотна присъда. Гърция отхвърля монархията. В Колумбия с помощта на ЦРУ е заловен и убит един от символите на 20 век – Че Гевара. Съветският съюз изпраща първия човек в Космоса, а американците стъпват на Луната. Пражката пролет е главното събитие на 1968 година, а хипи движението и антивоенните протести заливат площадите и улиците. Голяма част от Африка се деколонизира. Китай експериментира с Културната революция, Израел води Шестдневната война, а Франция едва избягва нова революция. В България започва ерата на Тодор Живков.
Бийтълс и Елвис Пресли определят тенденциите в музиката, а Мерилин Монро и Брижит Бардо стават новите секс символи. Минижупът шокира света и освобождава жената.

## Политически и социални събития
- Великата пролетарска културна революция е период на засилен терор в комунистически Китай. Началото на кампанията е поставено през 1966 от лидера на Китайската комунистическа партия Мао Дзедун с цел да премахне евентуална политическа опозиция и да утвърди маоизма като водеща държавна идеология. В последвалия хаос мнозина загиват, а милиони са изселени или изпратени в затвора.

- Карибската криза е най-острата международна криза съпроводена с военно и политическо напрежение по време на Студената война, която възниква в отношенията между СССР и САЩ. През 1961 година САЩ инсталират ракети в Турция, които имат за целта да застрашат градове в западната част на СССР. Кризата започва на 14 октомври, 1962, когато американското разузнаване изнася данни пред американския президент Джон Кенеди, разкриващи стартови площадки и установки на съветски атомни балистични ракети на Острова на свободата. Кризата завършва тринадесет дни по-късно на 28 октомври 1962, когато съветският лидер Никита Хрушчов обявява, че инсталациите ще бъдат демонтирани.
- Шестдневната война е арабско-израелската война, водена от 5 юни до 10 юни 1967 г. Тя се води между Израел и арабските ѝ съседки Египет, Йордания и Сирия. Израел гледа на нея като превантивна военна кампания, целяща преустановяване на натиска на съседните арабски държави върху Израел и предпазване на еврейската държава от унищожаване.
- Събитията през май 1968 г. във Франция се отнасят до най-голямата обща политическа стачка, която индустриална страна е изпитвала. Общата стачка, която продължава 2 седмици и включва 11 милиона работници, дава също така начало и на редица студентски протести в много университети в страната. Това едва не води до събарянето на правителството на Шарл дьо Гол.
- Пражката пролет е период на политическа либерализация в Чехословакия, която започва на 5 януари 1968 и продължава до 20 август същата година, когато Съветския съюз и съюзниците от Варшавския договор (с изключение на Румъния) окупират страната.

- Войната във Виетнам или още наречена Втората Индокитайска война и известна във Виетнам като Американска война, се води от 1957 г. до 1975 г. между САЩ и Южен Виетнам (Република Виетнам) от една страна и Северен Виетнам (Демократична Република Виетнам) и Народния фронт за освобождение на Виетнам (Виет Конг) от друга. известна е като една от най-мръсните войни.
- Деколонизацията продължава. Следните страни получават своята независимост по време на шестдесетте.
  - 1960 – Бенин, Камерун, Того, Мадагаскар, Конго, Сомалия, Нигерия, Буркина Фасо, Кот д'Ивоар, Чад, Централноафриканска република, Габон, Мали, Нигер и Мавритания
  - 1962 – Самоа, Бурунди, Руанда, Ямайка, Уганда и Алжир
  - 1963 – Кения
  - 1965 – Гамбия
  - 1966 – Ботсвана, Барбадос, Гвиана и Лесото
  - 1968 – Екваториална Гвинея
- Движението за граждански права в САЩ в периода 1955 – 1968 година организира различни форми на протест – ненасилствени мероприятия, гражданско неподчинение, походи, стачки, бойкоти, които имат за цел да спрат расовата дискриминация и сегрегация в обществото.
- Хипи движението и антивоенните протести срещу войната във Виетнам получават своята кулминация в края на 1960-те с фестивала Удсток и Лятото на любовта.

## Наука и технологии

### Космическа надпревара
Космическата надпревара между САЩ и СССР обуславя основните технически постижения. Руснаците изпращат първия човек Юрий Гагарин в Космоса по време на мисията Восток 1 на 12 април 1961 г., през 1966 г. СССР изпраща Луна 10, която става първата междупланетна станция в орбита около Луната. Следват и някои други успешни мисии, но през втората половина на десетилетието ролите се разменят и американците поемат първенството. През 1967 година обаче след смъртта на 3-ма американски космонавти след пожара на Аполо 1, космическата програма като че ли е в застой.
На 20 юли 1969 г. по време на мисията Аполо 11 американците стъпват на Луната. Екипажът се състои от Нийл Армстронг, Майкъл Колинс и Бъз Олдрин.
Американски и съветски станции без човек на борда извършват успешни полети до Венера и Марс по време на 1960-те.

### Научни открития и комуникации
- 1960 – изработени са първите противозачатъчни хапчета
- 1960 – изработен е първият работещ лазер
- 1962 – Измислена е първата компютърна игра Spacewar!
- 1963 – Въведени са първите телефони с копчета вместо с шайба
- 1964 – Първият успешен миникомпютър 12-битовият PDP-8, е пуснат в продажба
- 1964 – Езикът за програмиране BASIC е създаден
- 1967 – направена е първата операция по присаждане на сърце
- 1967 – PAL и SECAM телевизионните системи започват да излъчват в Европа.
- 1968 – За първи път са показани компютърната мишка, графичният потребителски интерфейс, видео конференцията, email, и Хипертекст.
- 1969 – ARPANET, прототипът на Internet, е въведен

## 1960-те в България

### Политическа обстановка
Започва ерата на Тодор Живков (1962 – 1989), който през 1962 година става председател на Министерския съвет, а по-късно председател на Държавния съвет.

### Кино
| Българските филми през десетилетието | | | | |
| 1960 1. Бедната улица 2. В тиха вечер 3. Дом на две улици 4. Отвъд хоризонта 5. Първи урок 6. Случаен концерт 7. Стубленските липи 8. Хитър Петър                                                                               | 1961 1. А бяхме млади 2. Бъди щастлива, Ани! 3. Вятърната мелница 4. Краят на пътя 5. Маргаритка 6. Нощта срещу 13-и 7. Последният рунд 8. Призори 9. Стръмната пътека | 1962 1. Двама под небето 2. Златният зъб 3. Пленено ято 4. Слънцето и сянката 5. Специалист по всичко 6. Тютюн 7. Хроника на чувствата 8. Царска милост | 1963 1. Анкета 2. Инспекторът и нощта 3. Калоян 4. Капитанът 5. Легенда за Паисий 6. На тихия бряг 7. Смърт няма 8. Среднощна среща                                                    | 1964 1. Веригата 2. Ивайло 3. Конникът 4. Крадецът на праскови 5. Между релсите 6. Невероятна история 7. Незавършени игри 8. Непримиримите 9. Приключение в полунощ 10. 13 дни 11. Търси се спомен 12. Черната река |
| 1965 1. Васката 2. Була 3. Вълчицата 4. До града е близо 5. Дрямка 6. Краят на една ваканция 7. Късче небе за трима 8. Неспокоен дом 9. Паролата 10. Произшествие на сляпата улица 11. Русият и Гугутката 12. Старинната монета | 1966 1. Вечен календар 2. Горещо пладне 3. Джеси Джеймс срещу Локум Шекеров 4. Заветът на инката 5. Карамбол 6. Между двамата 7. Мъже 8. Началото на една ваканция 9. Понеделник сутрин 10. Призованият не се яви 11. Рицар без броня 12. Семейство Калинкови 13. Цар и генерал | 1967 1. Ако не иде влак 2. Бягаща по вълните 3. В края на лятото 4. Есен 5. Завръщане 6. Морето 7. Мълчаливите пътеки 8. Най-дългата нощ 9. Отклонение 10. По тротоара 11. Привързаният балон 12. С дъх на бадеми 13. С пагоните на дявола 14. Свирачът 15. Случаят Пенлеве 16. Човекът в сянка | 1968 1. Бялата стая 2. Гибелта на Александър Велики 3. Небето на Велека 4. Опасен полет 5. Последният войвода 6. Прокурорът 7. Процесът 8. Първият куриер 9. Шведските крале 10. Шибил | 1969 1. Армандо 2. Белият кон 3. Галилео Галилей 4. Господин Никой 5. Един миг свобода 6. Един снимачен ден 7. Иконостасът 8. Любовницата на Граминя 9. Малки тайни 10. Мъже в командировка 11. На всеки километър 12. Осмият 13. Признание 14. Птици и хрътки 15. Свобода или смърт 16. Село край завод 17. Скорпион срещу дъга 18. Танго 19. Тръгни на път 20. Цар Иван Шишман |

### Музика
Изгряват звездите на Лили Иванова, Емил Димитров, група „Щурците“ и др.
1965 година е първата, в която е проведен фестивала „Златният Орфей“.

## Известни личности в световен мащаб
- Фидел Кастро
- Ернесто Че Гевара
- Никита Сергеевич Хрушчов
- Леонид Брежнев
- Юрий Гагарин
- Валентина Терешкова
- Нийл Армстронг
- Майкъл Джаксън
- Джон Кенеди
- Мартин Лутър Кинг
- Малкълм Екс
- Линдън Джонсън
- Джими Хендрикс
- Елвис Пресли
- Джанис Джоплин
- Джим Морисън
- Боб Дилан
- Пеле
- Бийтълс